# Life (песня Zivert)
«Life» — песня российской поп-певицы Zivert, выпущенная 30 ноября 2018 в качестве ведущего сингла с альбома Vinyl #1 на лейбле Первое музыкальное Издательство.

## История
Премьера песни состоялась 30 ноября 2018 года. Вдохновением для создания композиции послужили длительные прогулки по городу. Отличительной особенностью композиции является нетипичный для русских поп-песен англоязычный припев и общая ретро-стилистика самой композиции, навеянная американской поп-музыкой начала 1990-х. В интервью телеканала Муз-ТВ певица поделилась, что англоязычного припева песни могло и не быть, так как это выбивалось из общего радийного формата. 17 марта была опубликована версия песни полностью записанная в англоязычном варианте. Также существует версия песни, записанная в дуэте с Филиппом Киркоровым.

## Музыкальное видео
30 ноября 2018 года на официальном канале лейбла «Первое музыкальное» на портале YouTube было опубликовано аудио самой композиции. 12 марта 2019 года на песню был выпущен видеоклип, снятый украинским режиссёром Ярославом Коротковым. Клип был снят в Гонконге за 2,5 дня. В клипе певица катается на автомобиле, плавает на лодке, гуляет по городу и крышам многоэтажных зданий. На 4 октября 2021 года видеоклип имел более 100 000 000 просмотров.

## Коммерческий успех
Песне удалось войти в Топ-20 самых ротируемых песен в общем радиочарте СНГ (Tophit, Общий Топ-100), заняв 19-ю позицию. Композиция продержалась более полугода в активной ротации и набрала около 500 000 эфиров, при этом став третьей по итогам 2019 года среди всех женских русских композиций, проигранных на радио за учётный год. В украинском радиочарте пиковой позицией осталось 24-е место. По итогу 2019 года песня стала самым разыскиваемым синглом в «Шазам», а также самым популярным треком 2019 года по версии Яндекс-музыки и заняла 2-е место в общем рейтинге самых прослушиваемых треков в России по версии Apple Music.

## Чарты
| Чарт (2019)                        | Высшая позиция |
| ---------------------------------- | -------------- |
| Россия (TopHit)                    | 19             |
| Ukraine Radio Hits (TopHit)        | 24             |
| Bulgaria Single Chart              | 6              |
| Greece Internetional Airplay Chart | 19             |
| Европа Плюс                        | 3              |